# Агуас-ди-Линдоя
Агуас-ди-Линдоя (порт. Águas de Lindóia)  —  муниципалитет в Бразилии, входит в штат Сан-Паулу. Составная часть мезорегиона Кампинас. Входит в экономико-статистический  микрорегион Ампару. Население составляет 19 240 человек на 2006 год. Занимает площадь 60,000 км². Плотность населения — 320,7 чел./км².
Праздник города —  16 ноября.

## История
Город основан в _ году.

## Статистика
- Валовой внутренний продукт на 2003 составляет 92.288.016,00 реалов (данные: Бразильский институт географии и статистики).
- Валовой внутренний продукт на душу населения на 2003 составляет 5.161,52 реалов (данные: Бразильский институт географии и статистики).
- Индекс развития человеческого потенциала на 2000 составляет 0,807 (данные: Программа развития ООН).

## География
Климат местности: субтропический. В соответствии с классификацией Кёппена, климат относится к категории Cfb.